# Улица Конструктора Гуськова
Улица Констру́ктора Гусько́ва (до 2013 года — 4-й Западный проезд) — улица в Зеленоградском административном округе города Москвы, на территории района Матушкино. Проходит от проспекта Генерала Алексеева до Ленинградского шоссе. Нумерация домов ведется от проспекта Генерала Алексеева.

## Происхождение названия
Изначальное название дано в 1960-х годах по расположению (на западе) в тогда ещё строящемся городе.
Новое название дано в честь Геннадия Яковлевича Гуськова — генерального конструктора и директора НПО «Элас», которое и располагалось на данной улице.

## Описание
Движение по улице двустороннее, однополосное в каждом направлениях.

## Транспорт
- На участке от проспекта Генерала Алексеева до улица Академика Валиева (остановка «Улица Конструктора Гуськова») по улице проходят маршрут автобуса № 23 (только в направлении улицы Академика Валиева).
- На пересечении с улицей Академика Валиева находится выезд с Северной автобусной станции города, где находится одноименная остановка, на которой останавливаются автобусы № 8, 9, 11, 15, 23, 32.
- На участке от улицы Академика Валиева до Ленинградского шоссе находится конечная остановка («41 км») автобусов № 8, 9.